# Teosophronica
Teosophronica is een kevergeslacht uit de familie van de boktorren (Cerambycidae). De wetenschappelijke naam van het geslacht werd voor het eerst geldig gepubliceerd in 2009 door Sama & Sudre.

## Soorten
Teosophronica is monotypisch en omvat slechts de volgende soort:
- Teosophronica minettii (Teocchi, 1990)